# Krystyna Ewa Nizioł
Krystyna Ewa Nizioł – polska radca prawny dr hab. nauk prawny. Profesor nadzwyczajny Katedry Prawa Gospodarstwa Publicznego Wydziału Prawa i Administracji Uniwersytetu Szczecińskiego i Instytutu Administracji Wydziału Społecznego i Inżynieryjnego w Państwowej Wyższej Szkole Zawodowej w Wałczu.

## Życiorys
31 marca 2006 uzyskała doktorat dzięki pracy Podatki jako prawne instrumenty polityki podatkowej państwa (aspekty teoretyczne), a 16 września 2014 habilitowała się na podstawie oceny dorobku naukowego i pracy zatytułowanej Państwowy dług publiczny – aspekty normatywne. Pełni funkcję profesora nadzwyczajnego Katedry Prawa Gospodarstwa Publicznego na Wydziale Prawa i Administracji Uniwersytetu Szczecińskiego oraz Instytutu Administracji Wydziału Społecznego i Inżynieryjnego PWSZ w Wałczu.

## Publikacje
- 2013: Państwowy dług publiczny – aspekty normatywne[1]